# ايسبا
ايسبا (هانغل: 에스파) ، تكتب æspa) هي فرقة فتيات كورية جنوبية شكلتها شركة إس إم إنترتينمنت. تتكون الفرقة من اربع عضوات كارينا، جيزيل، وينتر، و نينقنينق. مساهمين بأنتشار مفهوم ميتافرس ونوع موسيقى هايبر بوب في صناعة البوب الكوري، يعتبرن ايسبا من أنجح فرق الفتيات الكورية الجنوبية عالميًا ودوليًا. ظهرت الفرقة في 17 نوفمبر 2020 بإصدار أغنيتها الأولى «بلاك مامبا»
ظهرن ايسبا لأول مرة في 17 نوفمبر 2020 و تم إصدار أغنيتهم الثانية «نيكست ليفل»، في مايو 2021 وحققت نجاحًا تجاريًا واسع النطاق حيث احتلت المرتبة الثانية على مخطط سيركل الرقمي و حصلن على العديد من الجوائز بما في ذلك "اغنية السنة" في حفل توزيع جوائز الموسيقى الكورية التاسع عشر وحفل جوائز ميلون. في أكتوبر 2021 ، أصدرن ايسبا أول أسطوانة مطولة لهم سافج وأغنية رئيسية تحمل نفس الاسم. باع 787600 نسخة وأصبح الألبوم الأول الأكثر مبيعًا من قبل فنان في شركة إس إم إنترتينمنت في ذلك الوقت ؛ في يوليو 2022 ، أصدروا أسطوانة مطولة ثانية بعنوان غيرلز والتي باعت 1،850،993 مليون نسخة واحتلت المركز الثالث على مخطط بيلبورد 200 الأمريكي. تم إصدار ثالث أسطوانة مطولة لهم ماي وورلد في مايو 2023 ، حققت 1.8 مليون طلب مسبق وباعت 1،372،929 نسخة في اليوم الأول ويعتبر الالبوم أعلى مبيعاً في اليوم الأول لفرقة فتيات كورية.

## الاسم
اسم الفرقة ، ايسبا ، يجمع بين الأحرف الأولى باللغة الإنجليزية لـ "افاتار (Avatar) و"التجربة (Experience)" مع الكلمة الإنجليزية "side" ، والتي تعني "الجانبين" ليرمز الاسم إلى فكرة "لقاء ذات أخرى وتجربة في عالم جديد".

## المهنة

### 2016-2019: أنشطة ما قبل الترسيم

شعار ايسبا الرسمي.

تم تقديم نينقنينق كعضوة في فريق «اس ام روكيز» التدريبي قبل الترسيم في 19 سبتمبر 2016. كجزء من الفريق، سجلت نينقنينق عدة اغاني لبرنامج الرسوم المتحركة الكوري Shining Star في عام 2017.
ظهرت كارينا في الفيديو الموسيقي لزميلها تايمين لأغنية "Want" في فبراير 2019 وأدت معه في عدة برامج موسيقية في الأسابيع التالية.

### 2020-2021: الظهور لأول مرة و "نيكست ليفل"
في 26 أكتوبر 2020 ، أعلنت إس إم إنترتينمنت أنها ستنشئ فرقة فتيات جديدة ، وهي الأولى لها منذ ريد فلفيت في عام 2014 وأول فرقة لها بشكل عام منذ إن سي تي في عام 2016. تم الكشف عن اسم الفرقة وأعضائها بشكل فردي اعتبارًا من 27 أكتوبر (بالترتيب: وينتر ، كارينا ، نينقنينق ، وجيزيل). شرح مؤسس إس إم إنترتينمنت لي سو مان مفهوم الفرقة في المنتدى العالمي للصناعة الثقافية لعام 2020 في 28 أكتوبر. تم الكشف عن مقطع فيديو دعائي يضم جميع الأعضاء الأربعة في 2 نوفمبر مع الإعلان عن إصدار أول أغنية للفرقة «بلاك مامبا» ، في 17 نوفمبر. قامت الفرقة بالاداء ميوزيك بانك في 20 نوفمبر وحصلوا على أول فوز لهم في البرامج الموسيقية في إنكيغايو في 17 يناير 2021.
في 29 يناير 2021 ، أعلنت إس إم إنترتينمنت أن ايسبا سيصدرن نسختهم لأغنية "Forever" ، الأغنية التي قام بها مغني من نفس الشركة يوو يونغ جين. تم إصدارها في 5 فبراير من ذلك العام.
في 4 مايو 2021 ، أعلنت إس إم إنترتينمنت أن ايسبا سيصدرن أغنية فردية جديدة بعنوان «نيكست ليفل» ، وهي أغنية رقص وهيب هوب. احتلت الاغنية المركز التاسع على مخطط غاون الرقمي و لاحقاً وصلت المرتبة الثانية. أصبحت «نيكست ليفل» ثالث أغنية لـ ايسبا تترسم على مخطط مبيعات الأغاني الرقمية العالمي في المرتبة الثالثة. في 22 يوليو 2021 ، تم الاعلان عن توقيع ايسبا مع وكالة كريتف ارتست لأنشطتهم المستقبلية في الولايات المتحدة.
في 14 سبتمبر 2021 ، أعلنت إس إم إنترتينمنت أن ايسبا سيصدرن أول أسطوانة مطولة لهم «سافج». يحتوي الألبوم على ستة اغاني بما في ذلك الأغنية الرئيسية التي تحمل اسم الالبوم نفسه. تم إصداره في 5 أكتوبر. اصبحت الأسطوانة المطولة اول وأعلى دخول لـ ايسبا على بيلبورد 200 في المرتبة 20. باعت الأسطوانة المطولة 757202 نسخة وحققت الرقم القياسي للألبوم الأول الأكثر مبيعًا من قبل إس إم إنترتينمنت. قمن ايسبا بالاداء في موكب عيد الشكر لميسي 2021 مما جعلهم أول فرقة فتيات كورية تؤدي في هذا الحدث. في الثاني من ديسمبر فازوا بأول جائزة ديسانغ (مسرح العام) في حفل توزيع جوائز فنان آسيا. بعد يومين ، في 4 ديسمبر فازت الفرقة بثاني ديسانغ في حفل توزيع جوائز ميلون الموسيقية لعام 2021.
في 4 نوفمبر ، أُعلن أن ايسبا سيصدرن نسخة جديدة من اغنية «Dreams Come True» لفرقة الفتيات S.E.S في 20 ديسمبر.
في 26 ديسمبر، تم الكشف عن كارينا ووينتر كـ عضوات في فرقة Got the Beat. ظهرت الفرقة بأغنية "Step Back" في 3 يناير 2022.

### 2022: كوتشيلا و التوسع الدولي

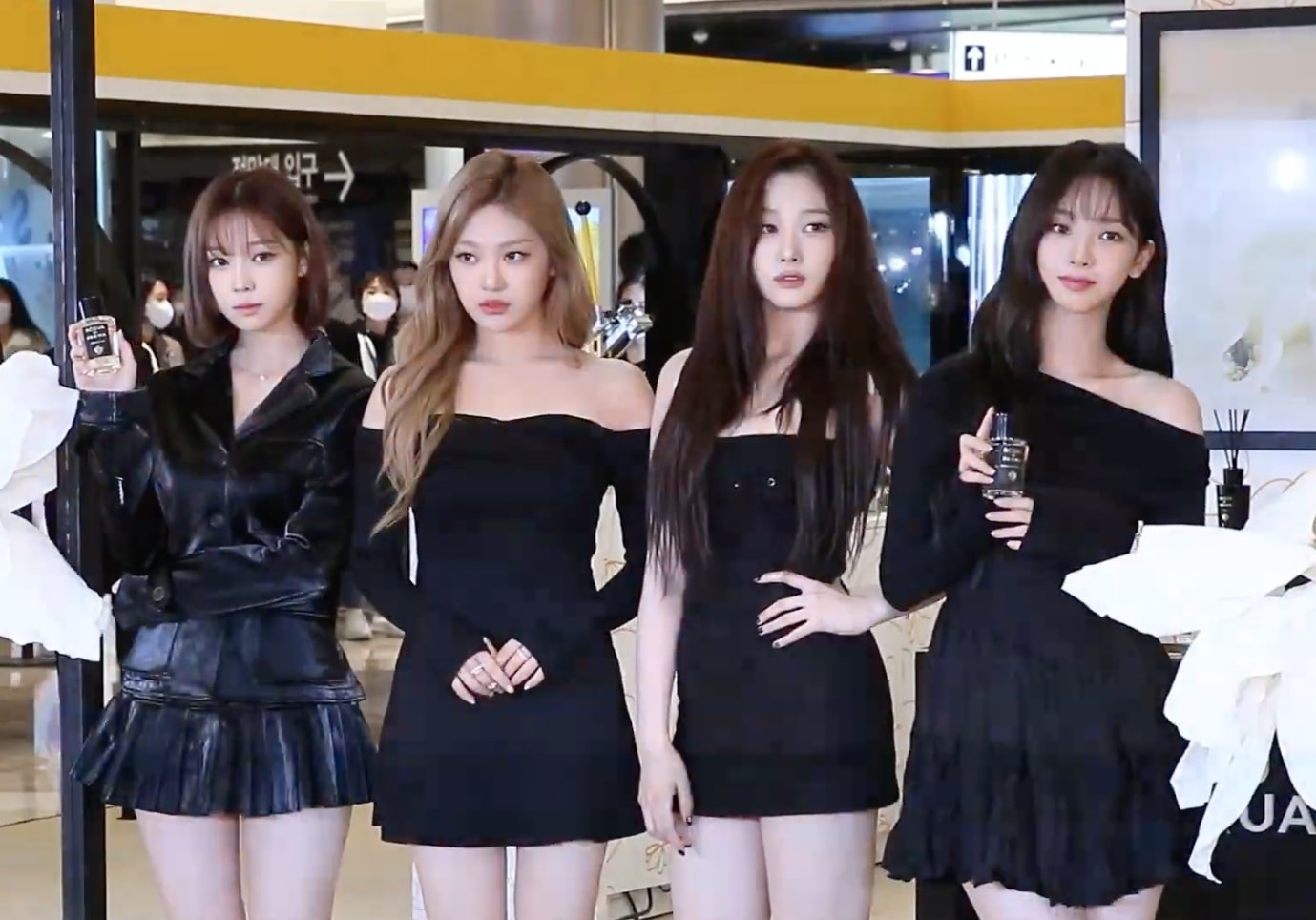
ايسبا في نوفمبر 2022.

في 8 يناير 2022 ، أصبحن ايسبا الفائز الافتتاحي بجائزة «فنان العام» في حفل توزيع جوائز القرص الذهبي السادس والثلاثين. في 1 مارس ، فازوا بأغنية العام عن "نيكست ليفل" في حفل توزيع جوائز الموسيقى الكورية التاسع عشر. في 19 أبريل ، أُعلن أن ايسبا سوف يؤدون في مهرجان كوتشيلا في 23 أبريل. في 12 مايو ، تم تسمية ايسبا «قادة الجيل القادم» مِن قِبل مجلة تايم. في 27 مايو ، تم أدراج ايسبا في قائمة فوربس فوربس 30 تحت الـ30.
في 1 يونيو ، أعلنت إس إم إنترتينمنت أن ايسبا قد وقعن مع وارنر ريكوردز وأعلنوا أيضًا أن ايسبا سيصدرن أسطوانة مطولة ثانية «غيرلز» في 8 يوليو.
في 5 يوليو ، ألقت الفرقة خطابًا في المنتدى السياسي رفيع المستوى لـ الأمم المتحدة.
في 8 يوليو، قدمن ايسبا عرضًا في سلسلة الحفلات الصيفية لـ صباح الخير يا أمريكا في سنترال بارك. في 23 أكتوبر، قدمن ايسبا عرضًا افتراضيًا لـ كروكس للاحتفال بالذكرى العشرين لتأسيسها في لعبة الفيديو روبلوكس. حصدت اللعبة ثاني أعلى نسبة حضور مع 2.5 مليون زيارة. أدى العرض أيضًا إلى أكثر من 2.3 مليون زيارة مسجلة إلى عالم كروكس في روبلوكس. في 14 ديسمبر، أصدرت الفرقة أغنية تعاونية بعنوان «Beautiful Christmas» مع ريد فلفيت.
في 28 ديسمبر، أصدرن ايسبا الحلقة الأولى من برنامجهم الواقعي الأول «Synk Road». تم توفير البرنامج على منصات البث المباشر وامتد إلى 12 حلقة، وانتهى في 2 فبراير 2023، مع الإعلان عن الموسم الثاني في الحلقة الأخيرة.

### 2023: اول جولة موسيقية

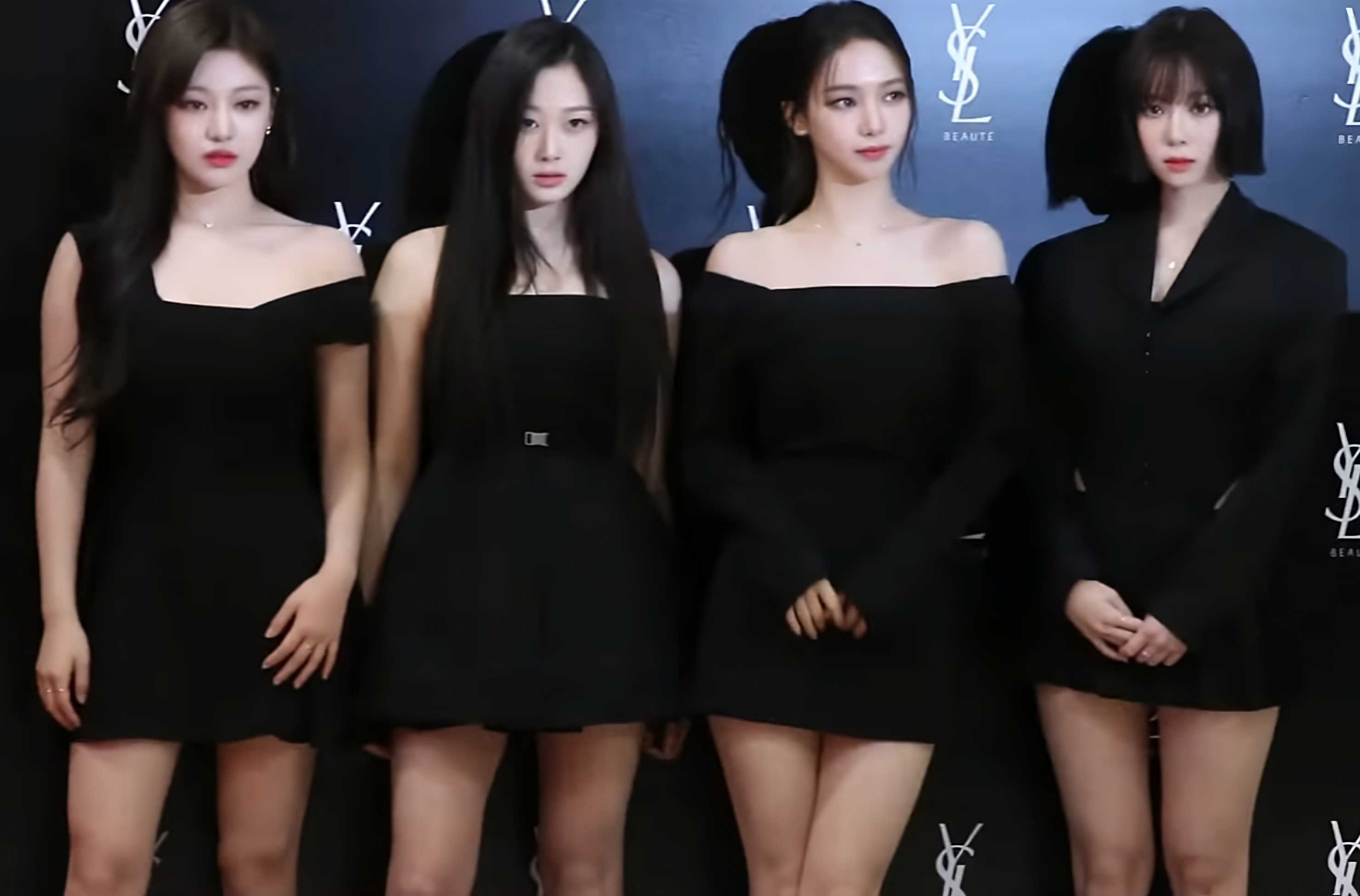
ايسبا في 2023.

في 18 يناير 2023 ، تم الإعلان عن ايسبا كـ مؤديين في مهرجان «Governors Ball» السنوي في مدينة نيويورك مما يجعلهم أول فرقة كورية تشارك في المهرجان. تلقى اداء الفرقة في المهرجان استحسانًا من قبل كل من المعجبين والنقاد حيث وصف سيمون فوزيك ليفينسون من رولينغ ستون العرض بأنه "اسطوري" وأشارت بيلبورد إلى أن "حضور و اداء ايسبا على المسرح لديه القوة لحمل المسرح الرئيسي في مهرجان موسيقي" .
في يومي 25 و 26 فبراير ، أقاموا أول حفل موسيقي لهم «Synk: Hyper Line» ، في سول، كوريا الجنوبية. في 7 مارس ، تم الإعلان عن الفرقة كـ مؤديين في مهرجان «Outside Lands» للموسيقى والفنون في سان فرانسيسكو وهم أول فرقة كورية تؤدي في المهرجان. من مارس إلى أبريل ، واصلن ايسبا جولتهم الموسيقية «Synk: Hyper Line» في اليابان حيث حصدن ما مجموعه 110،000 الف متفرج من 10 عروض بيعت بالكامل في جميع أنحاء أوساكا وطوكيو وسايتاما وآيتشي. خلال حفلهم الموسيقي في صالة يويوجي الوطنية في طوكيو ، أُعلن أن الفرقة ستعود يومي 5 و 6 أغسطس لإقامة حفل موسيقي خاص لمدة يومين في قبة طوكيو مما يجعلهم أسرع فنان كوري وأول فرقة من الجيل الرابع في الكيبوب يقيم حفلة موسيقي منفرد في الملعب.
في 27 أبريل ، أُعلن أن ايسبا سيحضرن مهرجان كان السينمائي 2023 كسفيرات لماركة المجوهرات السويسرية شوبارد مما يجعلهم اول فرقة كورية تحضر المهرجان. في 8 مايو ، أصدرن ايسبا أسطوانة مطولة ثالثة «ماي وورلد» ، والأغنية المنفردة "سبايسي". في 10 مايو ، تم الاعلان أن جولة «Synk: Hyper Line» ستستمر بعروض في جاكرتا، إندونيسيا في 24 يونيو. في 19 مايو تم الإعلان عن 14 عرضًا إضافيًا لتمتد الجولة إلى أمريكا الشمالية وأمريكا الجنوبية وأوروبا.
في 18 أغسطس اصدرت الفرقة اغنية انجليزية "Better Things". قمن ايسبا بأداء الأغنية لأول مرة في 13 أغسطس في جولتهم العالمية «Synk Hyper Line» في لوس أنجلوس.
في 23 أغسطس، أصدرن ايسبا الأغنية الافتتاحية "We Go" للنسخة الكورية من انمي «بوكيمون». في 6 أكتوبر، أصدرن ايسبا الأغنية الختامية "Zoom Zoom" لأنمي «بي بليد اكس». في 10 أكتوبر، أعلنت الفرقة أنهم سوف يصدرون أسطوانة مطولة رابعة «دراما» في 10 نوفمبر. يحتوى الالبوم على ستة اغاني بما في ذلك الأغنية الرئيسية التي تحمل نفس اسم الالبوم.
في 11 نوفمبر تم التأكيد أن وينتر ستكون جزء من تعاون غنائي بعنوان "Nobody" مع سويون من جي أيدل و ليز من آيف والتي تم إصداره في 16 نوفمبر.

### 2024: ثاني جولة موسيقية
في 19 فبراير 2024، أعلن أن ايسبا سيشرعون في جولتهم العالمية الثانية «Synk: Parallel Line» والتي ستبدأ في سول في 29 و30 يونيو.
في 21 أبريل، تم الإعلان عن أن ايسبا سيصدرون أول ألبوم استوديو لهم «أرمجدون» في 27 مايو. يضم الألبوم أغنيتين "سوبرنوفا"، تم إصدارها مسبقًا في 13 مايو و"أرمجدون"، الذي سيتم إصدارها مع الألبوم بأكمله في 27 مايو.

## أعمال أخرى
في 10 فبراير 2021 ، أصبحن إيسبا اول فنان كيبوب سفيرات عالميات لـ جيفنشي. في وقت لاحق من ذلك العام في أغسطس ، وقعن ايسبا صفقة ترويجية مع ماركة مستحضرات التجميل الكورية Clio. وقعن صفقة ايضاً مع العلامة التجارية الكورية للعناية بالبشرة Mediheal و ماركة الملابس الرياضية الفرنسية Eider. في 23 نوفمبر ، تم اختيار ايسبا كـ مصدر إلهام للعلام التجارية الإيطالية للعطور Acqua di Parma.
في 8 أبريل 2022 ، وقعن ايسبا صفقة مع شركة المشروبات الكورية Lotte Chilsung Tamz Zero. في أغسطس ، أصبحن ايسبا السفيرات العالميات لعلامة الملابس الرياضية الكورية MLB. في سبتمبر ، أصبحن إيسبا سفيرات عالميات للعلامة التجارية السويسرية للساعات والمجوهرات شوبارد.

## أعضاء الفرقة
- كارينا ((هانغل: 카리나)) - قائدة الفرقة، راقصة رئيسية، مغنية، مغنية راب [65][66][67]
- جيزيل ((هانغل: 지젤)) - مغنية راب، مغنية [68]
- وينتر ((هانغل: 윈터)) - مغنية، راقصة [69]
- نينق نينق ((هانغل: 닝닝)) - مغنية رئيسية [70]

## ديسكغرفي

### الأغاني
| عنوان                                                          | عام  | مراكز الرسم البياني الذروة | مراكز الرسم البياني الذروة               | مراكز الرسم البياني الذروة | مراكز الرسم البياني الذروة | مراكز الرسم البياني الذروة | مراكز الرسم البياني الذروة   | مراكز الرسم البياني الذروة | مبيعات      | البوم            |
| عنوان                                                          | عام  | كور <br />                 | كور<br id="mwgw"><br><br /> الحار <br /> | MLY <br />                 | NZ حار <br />              | برنامج SGP <br />          | عالم الولايات المتحدة <br /> |                            | مبيعات      | البوم            |
| -------------------------------------------------------------- | ---- | -------------------------- | ---------------------------------------- | -------------------------- | -------------------------- | -------------------------- | ---------------------------- | -------------------------- | ----------- | ---------------- |
| " بلاك مامبا "                                                 | 2020 | 49                         | 21                                       | 14                         | 37                         | 13                         | 5                            | 138                        | - WW: 3000  | Non-album single |
| "إلى الأبد" (약속)                                             | 2021 | -                          | -                                        | -                          | -                          | -                          | -                            | -                          | سيُعلن لاحقاً | Non-album single |
| تشير "-" إلى تسجيل لم يتم رسمه أو لم يتم إصداره في تلك المنطقة |      |                            |                                          |                            |                            |                            |                              |                            |             |                  |

## ألبومات
- سافج (2021)
- غيرلز (2022)
- ماي وورلد (2023)
- دراما (2023)

## روابط خارجية
- أيسبا على موقع IMDb (الإنجليزية)
- أيسبا على موقع ميتاكريتيك (الإنجليزية)
- أيسبا على موقع روتن توميتوز (الإنجليزية)
- أيسبا على موقع ميوزك برينز (الإنجليزية)
- أيسبا على موقع رولينغ ستون (الإنجليزية)
- أيسبا على موقع أول ميوزيك (الإنجليزية)
- أيسبا على موقع ديسكوغز (الإنجليزية)